# Hesperapis hantamensis
Hesperapis hantamensis là một loài ong trong họ Melittidae. Loài này được Michez & Kuhlmann miêu tả khoa học đầu tiên năm 2007.